# NGC 959
NGC 959 في الفهرس العام الجديد، هي مجرة، تقع في كوكبة المثلث. اكتشفت في 9 نوفمبر 1876 بواسطة إدوارد ستيفان.

## روابط خارجية
- NGC 959 على موقع ويكي سكاي: DSS2, SDSS, GALEX, IRAS, Hydrogen α, X-Ray, Astrophoto, Sky Map, Articles and images